# Palaeocomatella hiwai
Palaeocomatella hiwai är en sjöliljeart som beskrevs av McKnight 1977a. Palaeocomatella hiwai ingår i släktet Palaeocomatella och familjen Comasteridae. Inga underarter finns listade i Catalogue of Life.